# La flore adventice de Montpellier
La flore adventice de Montpellier, abreviado Fl. Advent. Montpellier, es un libro ilustrado con descripciones botánicas que fue escrito por el botánico suizo, Albert Thellung. Fue publicado en el año 1812 en Cherburgo.